# Капрара, Эней-Сильвий
Граф Эней-Сильвий Капрара (нем. Äneas Sylvius von Caprara; 1631, Болонья — 3 февраля 1701) — австрийский фельдмаршал (1683 год).

## Биография
Будучи родственником Пикколомини участвовал в походах имперских войск против венгров и французов, являлся смелым предводителем конницы.
В 1674 году в сражении при Зинсгейме Капрара совместно с герцогом Карлом Лотарингским, во главе имперских войск оказали упорное сопротивление французским войскам Тюренна. В том же году Капрара отличился замечательной кавалерийской атакой в битве при Энцгейме. Затем Капрара принимал участие в сражениях при Зацбахе (1675 год) и Филиппсбурге (1676 год), в освобождении Оффенбурга (1678 год), в снятии осады Вены турками в 1683 году, причём им был взят укрепленный турками город Нусдорф, и в осаде Офена (1684 год).
В следующем 1685 году Капрара командовал имперскими войсками в сражении против турок при Нейгейзеле, который был взят им после штурма.
В 1692 году вместе с принцем Савойским вторгся в Дофине и взял Ган и Эмбрен. В 1693 году в сражении при Ла-Марсалье Капрара командовал правым крылом союзников и оказал упорное сопротивление французам, но был вынужден отступить в связи с поражением остального союзного войска.
В 1694 году командовал австрийскими войсками в Венгрии и отразил все атаки турок у Петервардейне.